# Oberursel (Taunus)
Oberursel (Taunus) is een stad in de Duitse deelstaat Hessen, gelegen in het district Hochtaunuskreis. De stad telt 46.678 inwoners.

## Geografie
Oberursel (Taunus) heeft een oppervlakte van 45,31 km² en ligt in het centrum van Duitsland, iets ten westen van het geografisch middelpunt.

## Plaatsen in de gemeente Oberursel (Taunus)

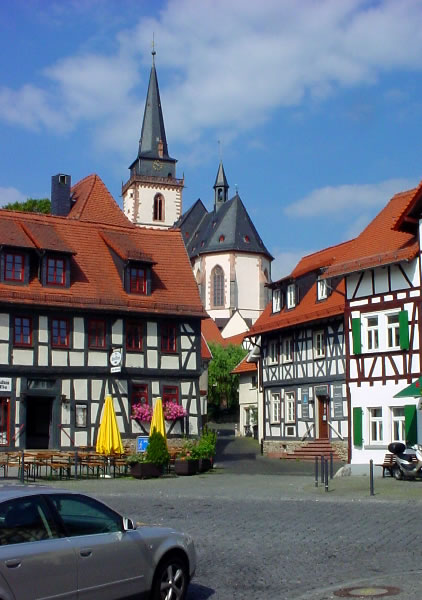
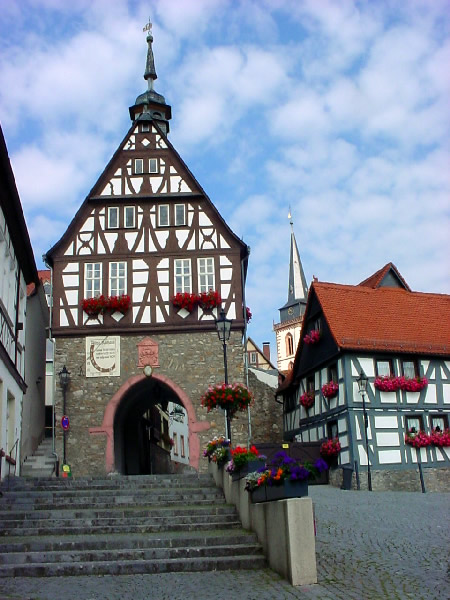
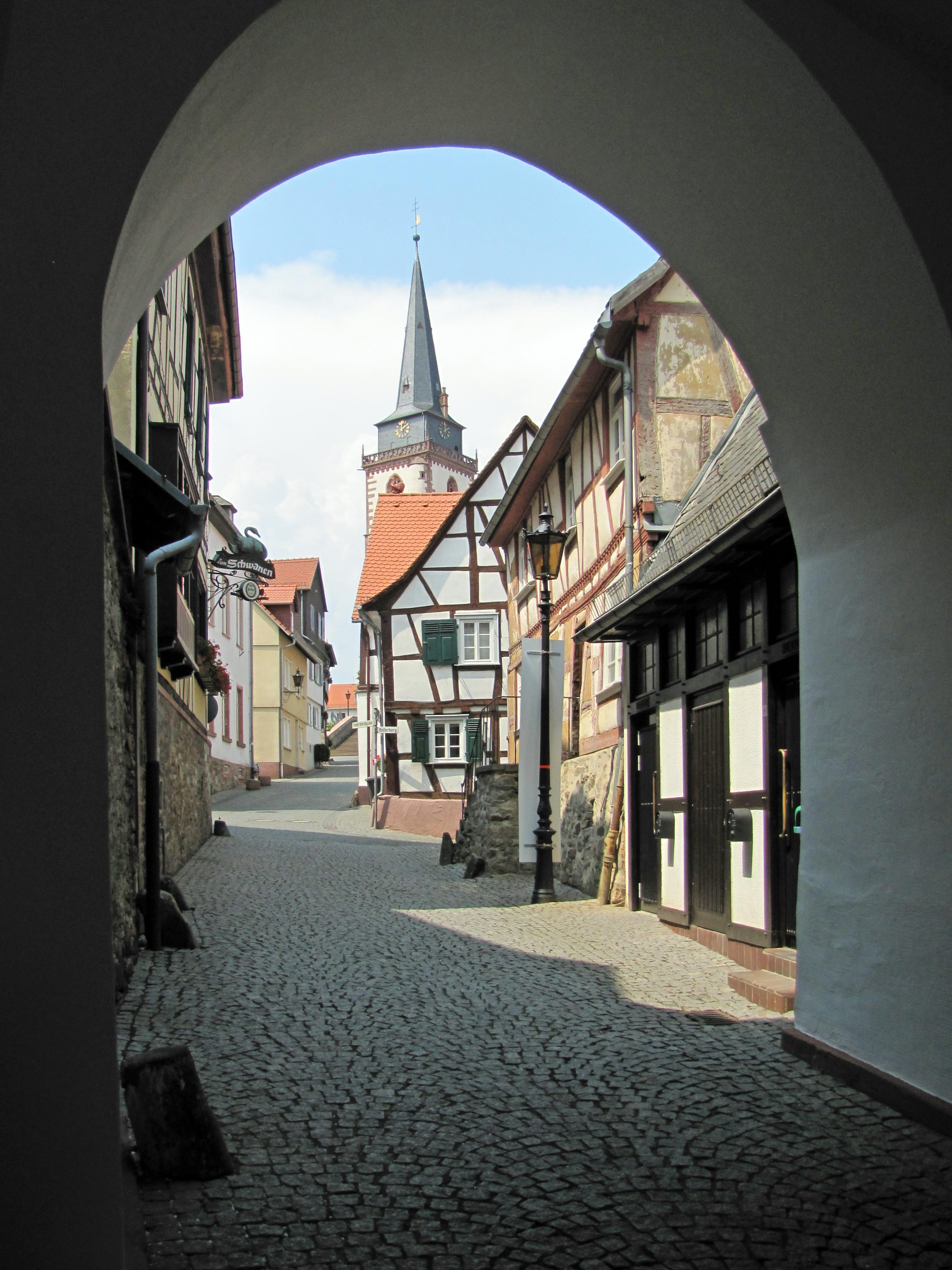
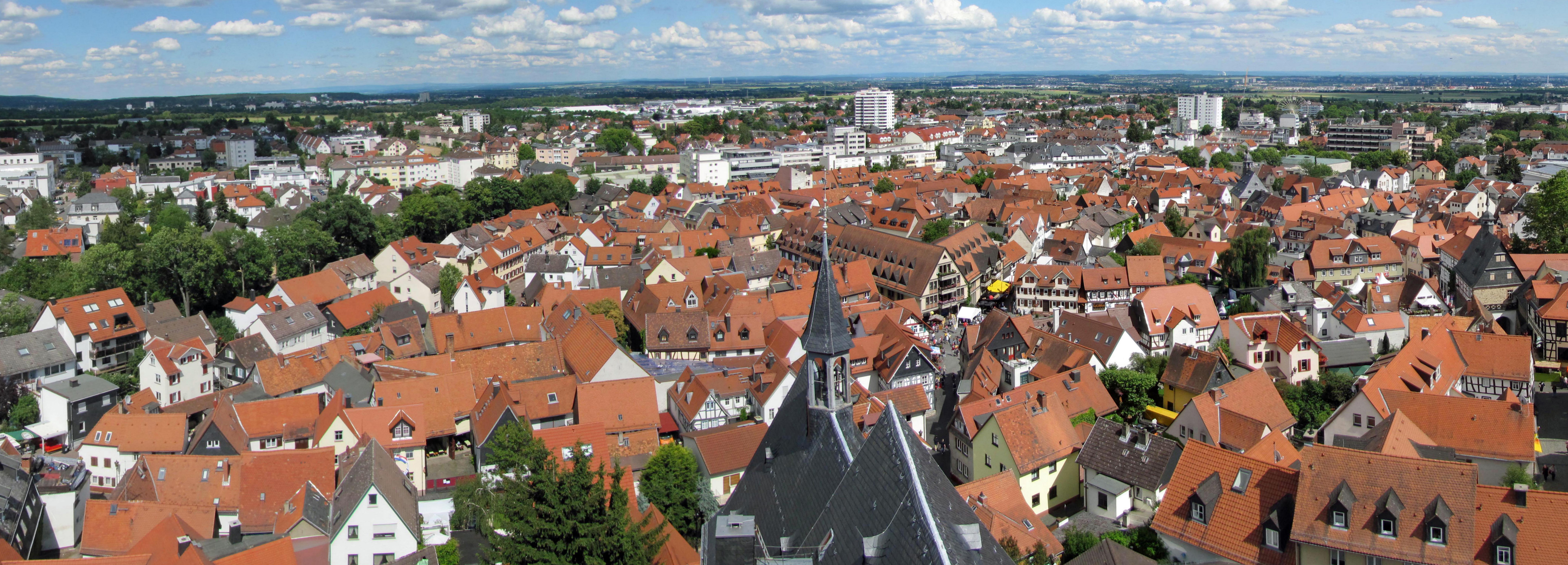
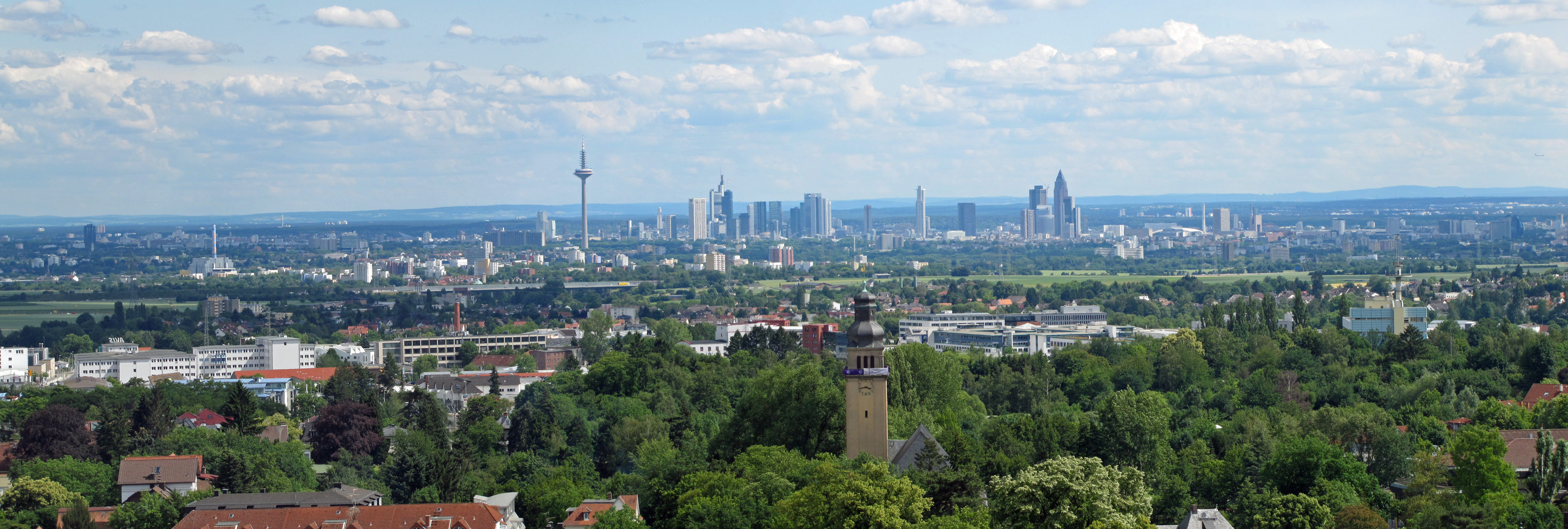
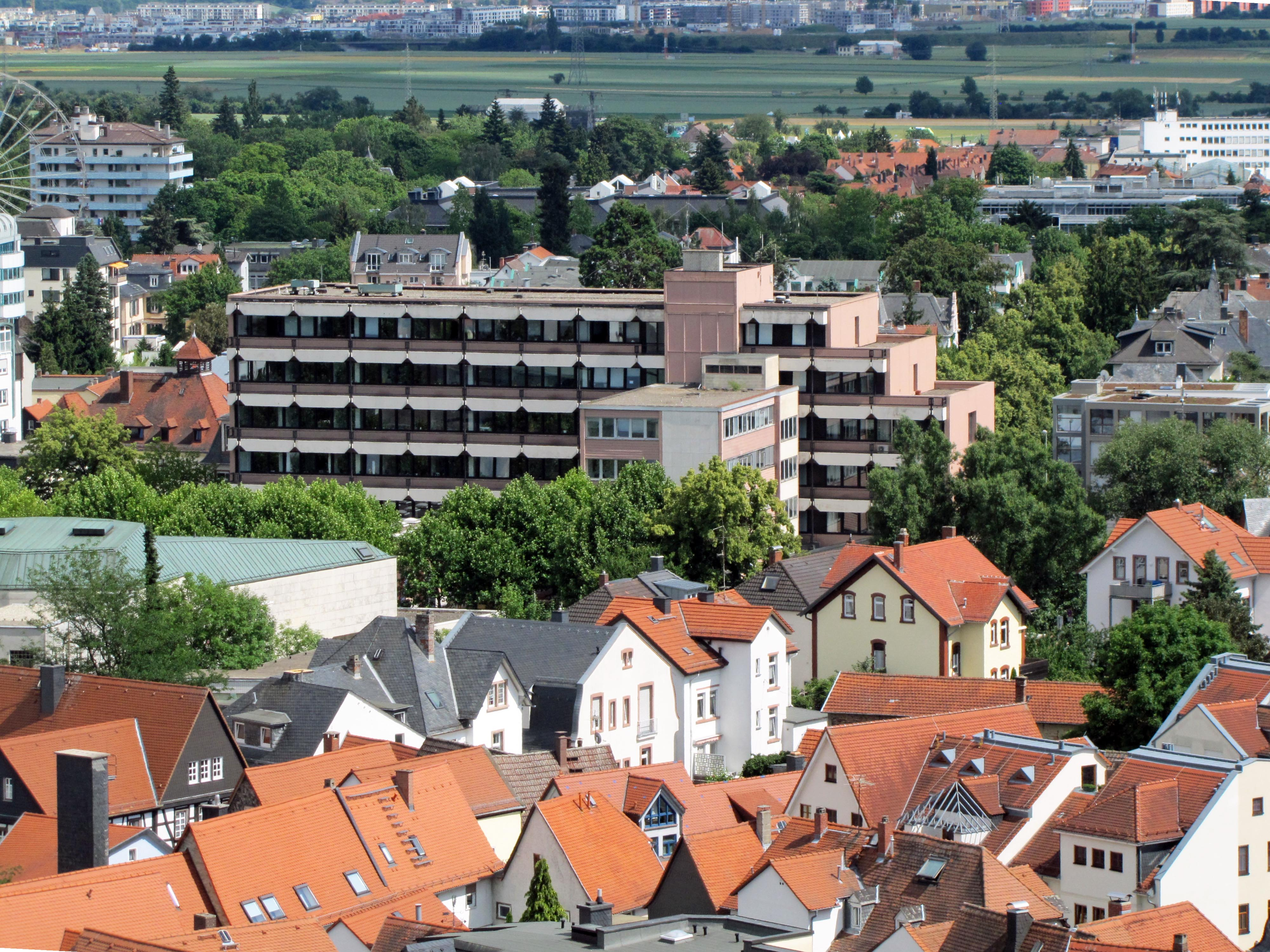
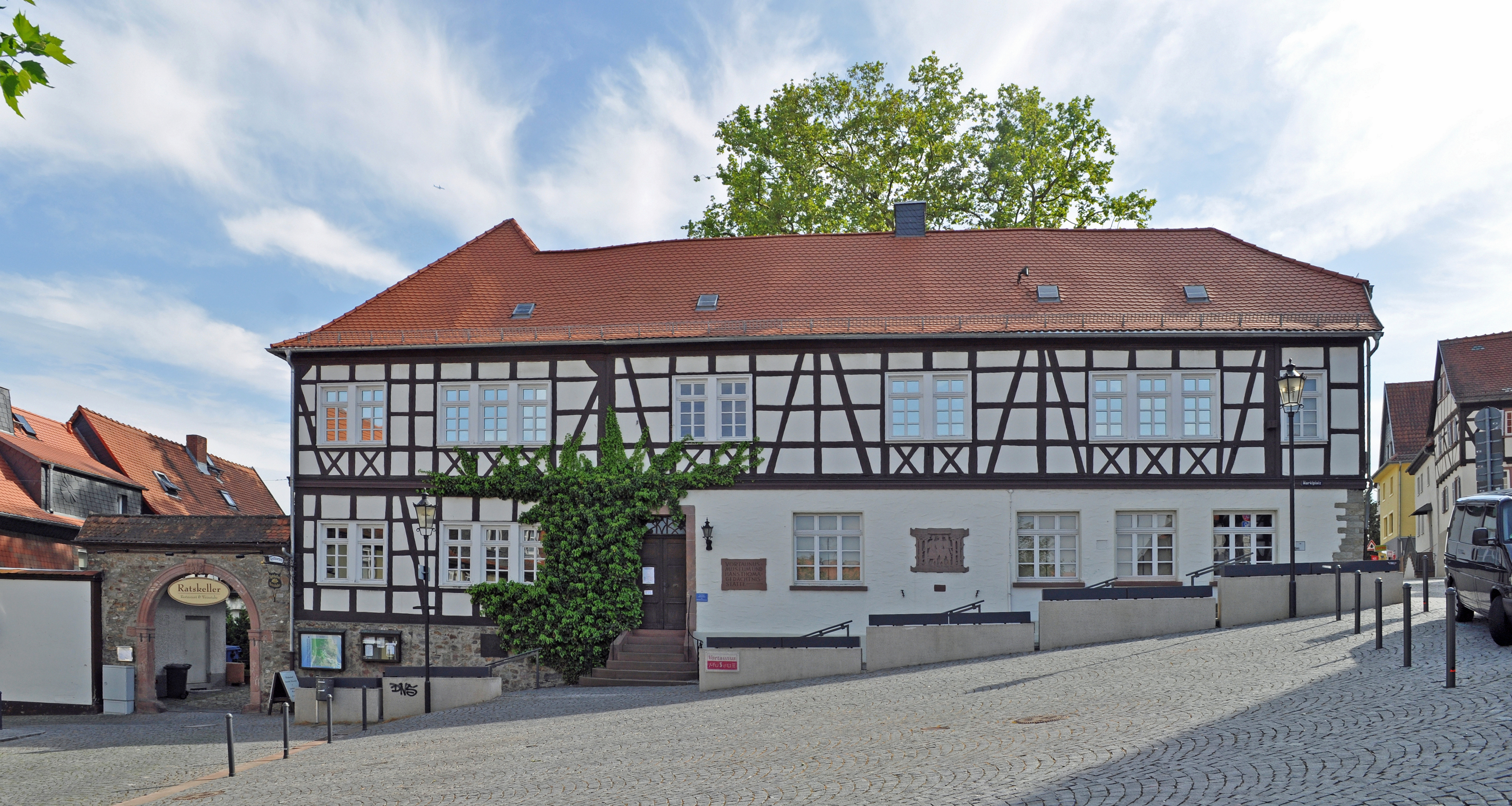
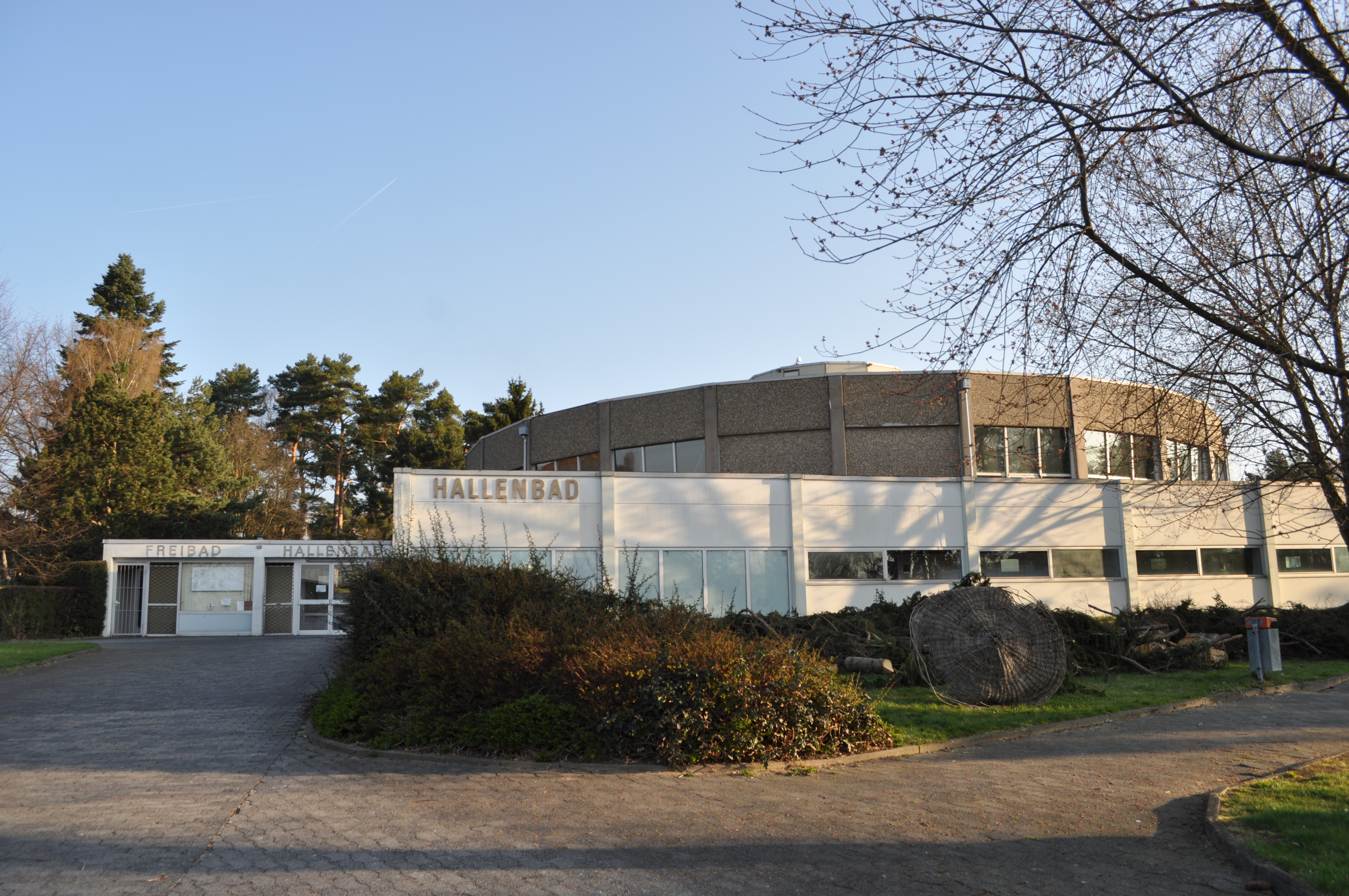
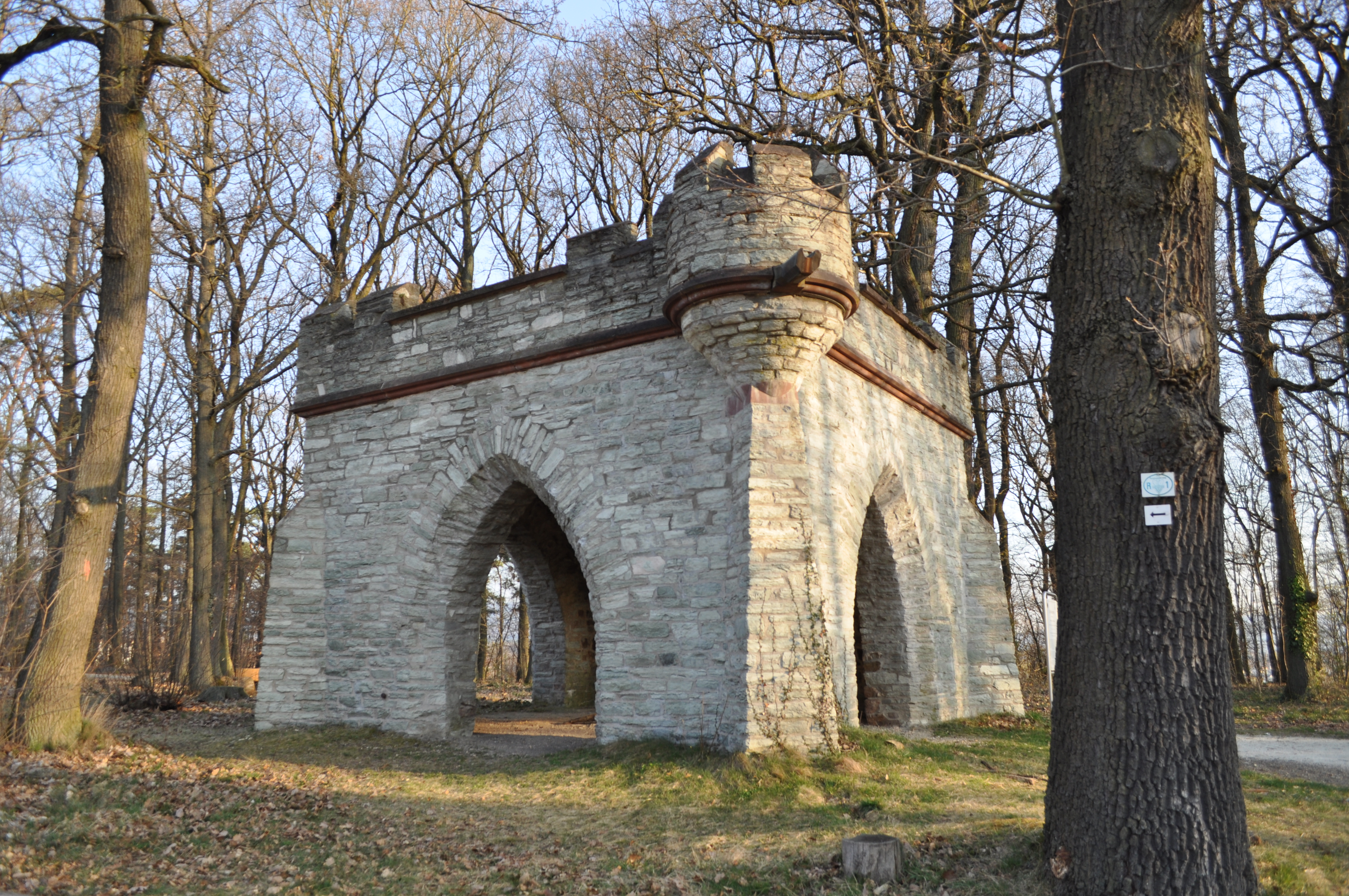

- Bommersheim
- Oberstedten
- Stierstadt
- Weißkirchen

## Geboren
- Christian Calmes, Luxemburgs diplomaat

Bad Homburg vor der Höhe · Friedrichsdorf · Glashütten · Grävenwiesbach · Königstein im Taunus · Kronberg im Taunus · Neu-Anspach · Oberursel · Schmitten · Steinbach · Usingen · Wehrheim · Weilrod